# Hajenius

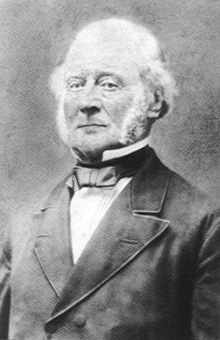
PGC Hajenius (1806-'89)

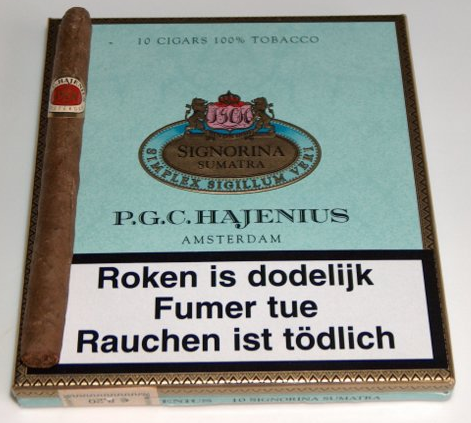
Hajenius sigaren

P.G.C. Hajenius is een Nederlands sigarenmerk, dat sinds 2010 in Deense handen is.
Het bedrijf is opgericht door Pantaleon Gerhard Coenraad Hajenius (1806-1889) die in 1826 een sigarenwinkel begon in het toenmalige hotel De Rijnstroom aan de Warmoesstraat bij de Vijgendam te Amsterdam. In 1851 werd aan het bedrijf het predicaat Hofleverancier toegekend. Hajenius stond bekend om de kwaliteit van de sigaren.
Het merk werd eigendom van de Zwitserse Burger Groep. Hajenius is in 2006 overgedaan aan het Zweedse tabaksconcern Swedish Match, dat in 2010 is overgenomen door de Deense Scandinavian Tobacco Group. Met de verkoop van Hajenius wilde de Zwitserse Burger Groep zich meer richten op kleinere cigarillo-sigaren. Burger Groep bezit in Nederland Ritmeester die sigaren maakt in Duitsland. 
De overname van Hajenius betekende ook dat het pand aan het Amsterdamse Rokin, verkooppunt sinds 1915, een onderdeel werd van Scandinavian Tobacco Group. Het Deense concern bezit in Nederland verder de merken La Paz, Willem II, Heeren van Ruysdael en Justus van Maurik.

## GebouwDe Rijnstroom(Rokin)
Hajenius liet in 1914 een eigen pand bouwen aan het Rokin te Amsterdam voor winkel, magazijnen en kantoren, ontworpen door de broers Johan Godart van Gendt (1866) en Adolf Daniël Nicolaas van Gendt. De buitenkant is in de conservatieve bouwstijl Um 1800, het interieur daarentegen in art deco. Het gebouw kreeg de naam De Rijnstroom ter herinnering aan het inmiddels afgebroken hotel waar het bedrijf begonnen was.
Sinds 2001 is het gebouw door de Nederlandse overheid erkend als Rijksmonument.
Ook in Den Haag, op het Noordeinde, heeft Hajenius een pand gehad met de naam  'De Rijnstroom' (1923), ook ontworpen door de gebroeders Van Gendt. Van 1987-1997 was hierin de 'winkel' van Postbus 51, het informatiecentrum van de Nederlandse overheid gevestigd.

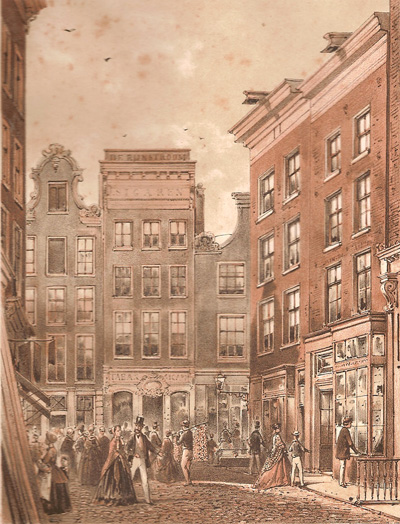
De Rijnstroom, Warmoesstraat/Dam, 1850
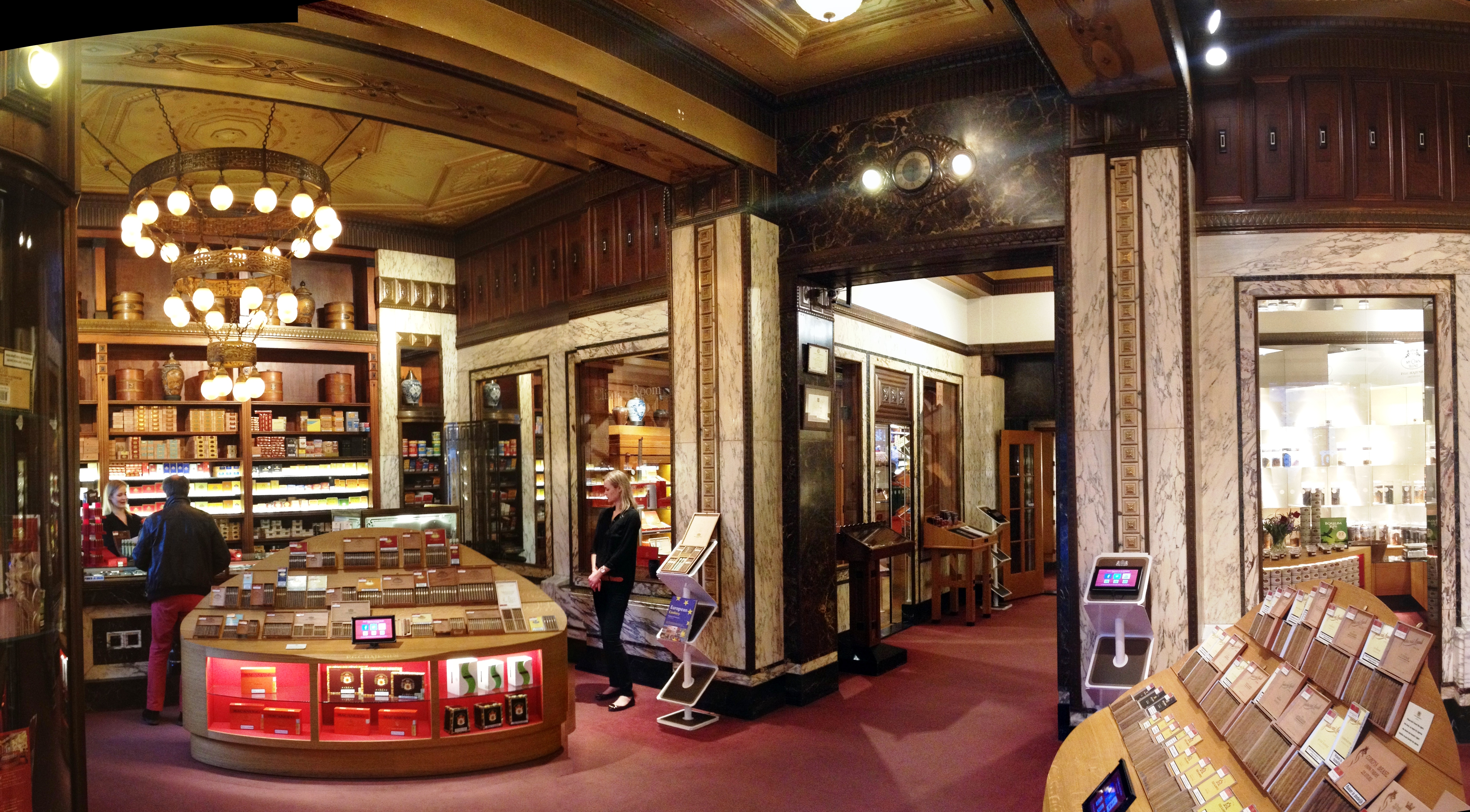
Interieur van de winkel aan Rokin, 2015
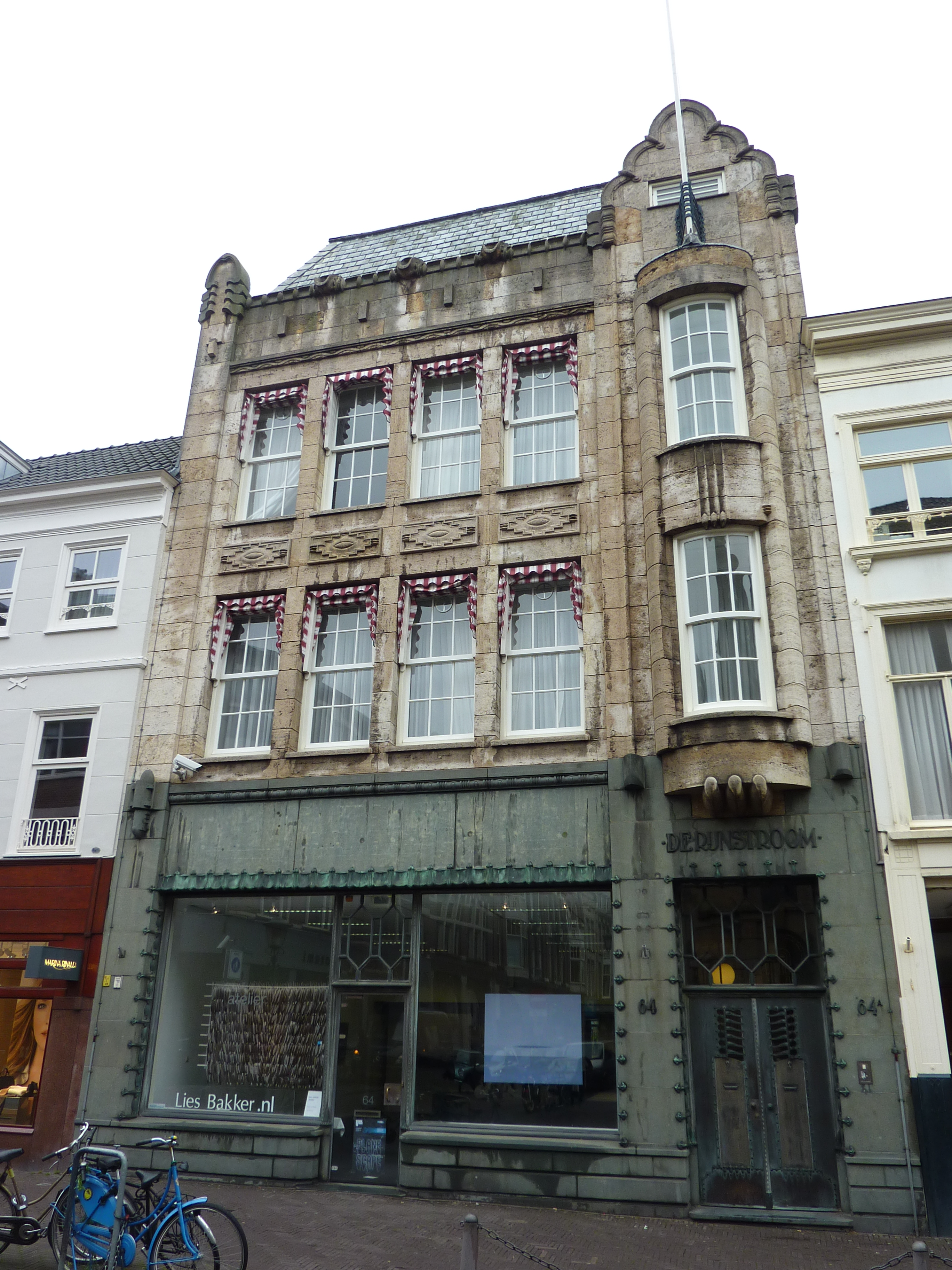
De Rijnstroom in Den Haag in 2015